# Odense Badgers 2019
Questa voce raccoglie le informazioni riguardanti gli Odense Badgers nelle competizioni ufficiali della stagione 2019.

## Nationalligaen 2019

### Stagione regolare
| Viby J 6 aprile 2019, ore 14:00 | Aarhus Tigers | 39 – 0 referto | Odense Badgers | Bøgeskov Idrætsanlæg |

| Nærum 21 aprile 2019, ore 14:00 | Søllerød Gold Diggers | 61 – 14 referto | Odense Badgers | Rundforbi Stadion |

| Frederikssund 5 maggio 2019, ore 14:00 | Frederikssund Oaks | 0 – 50 (a tavolino) referto | Odense Badgers | Ådalens Skole |

| Odense 12 maggio 2019, ore 14:00 | Odense Badgers | 0 – 58 referto | Triangle Razorbacks | Bolbroparken |

| Odense 2 giugno 2019, ore 14:00 | Odense Badgers | 20 – 60 referto | AaB 89ers | Bolbroparken |

| Odense 8 giugno 2019, ore 14:00 | Odense Badgers | 0 – 70 referto | Søllerød Gold Diggers | Odense Atletik Stadion |

| Odense 22 giugno 2019, ore 14:00 | Odense Badgers | 8 – 62 referto | Aarhus Tigers | Bolbroparken |

| Aalborg 18 agosto 2019, ore 14:00 | AaB 89ers | 36 – 0 referto | Odense Badgers | AaB's anlæg |

| Odense 25 agosto 2019, ore 14:00 | Odense Badgers | 50 – 0 (a tavolino) referto | Frederikssund Oaks | Bolbroparken |

| Gentofte 8 settembre 2019, ore 14:00 | Copenhagen Towers | 58 – 0 referto | Odense Badgers | Gentofte Sportspark |

## Statistiche di squadra
| Competizione | %Vittorie | In casa | In casa | In casa | In casa | In casa | In casa | In trasferta | In trasferta | In trasferta | In trasferta | In trasferta | In trasferta | Totale | Totale | Totale | Totale | Totale | Totale |
| Competizione | %Vittorie | G       | V       | N       | P       | Pf      | Ps      | G            | V            | N            | P            | Pf           | Ps           | G      | V      | N      | P      | Pf     | Ps     |
| ------------ | --------- | ------- | ------- | ------- | ------- | ------- | ------- | ------------ | ------------ | ------------ | ------------ | ------------ | ------------ | ------ | ------ | ------ | ------ | ------ | ------ |
| Campionato   | .200      | 5       | 1       | 0       | 4       | 78      | 250     | 5            | 1            | 0            | 4            | 64           | 194          | 10     | 2      | 0      | 8      | 142    | 444    |
| Totale       | .200      | 5       | 1       | 0       | 4       | 78      | 250     | 5            | 1            | 0            | 4            | 64           | 250          | 10     | 2      | 0      | 8      | 142    | 444    |